# Artur Dalaloyan
Artur Dalaloyan (russo:  Артур Грачьевич Далалоян; IPA: [ɐrˈtur dəɫəɫɐˈjan]; em armênio/arménio:  Արթուր Հրաչի Դալալոյան; Tiraspol, 26 de abril de 1996) é um ginasta artístico russo, medalhista olímpico.

## Carreira
Dalaloyan participou dos Jogos Olímpicos de Verão de 2020 em Tóquio, onde participou da prova por equipes, conquistando a medalha de ouro após finalizar a série com 262.500 pontos ao lado de Denis Ablyazin, David Belyavskiy e Nikita Nagornyy como representantes do Comitê Olímpico Russo.